# MIPCOM
Le MIPCOM est le Marché International des Programmes de Communication.

## Présentation
Environ 12 000 professionnels de l’industrie de la télévision et du divertissement s’y retrouvent chaque octobre, à Cannes (Palais des Festivals), pour acheter et vendre des émissions à l’international ; mais également, et de plus en plus, pour négocier avec les nouvelles plateformes (internet, VAD, mobile, réseaux sociaux). Ces nouveaux acteurs sont de plus en plus présents à l’évènement, ainsi qu’au MIPTV, l’évènement sœur de MIPCOM qui a lieu à Cannes en avril jusqu'en 2024 avant de déménager pour Londres.
Il est précédé par MIPJunior, un évènement de visionnage et de conférences autour des contenus télévisés destinés aux enfants.
En 2010, il y avait 12 400 participants, 4 200 acheteurs, 1 700 stands, 100 pays représentés.

## Éditions

### 2001
- Le MIPCOM 2001 a eu lieu du 8 au 12 octobre 2001 au Palais des Festivals.
- Les invités : Éric Cantona, Nikos Aliagas, Shirley Bousquet, Adeline Blondieau, Tonya Kinzinger, David Brécourt, Marie-Christine Adam, Michael Damian, Bryan Adams, Tom Freston, etc.

### 2002
- Le MIPCOM 2002 a eu lieu du 7 au 11 octobre 2002 au Palais des Festivals.
- Les invités : Alain Delon, Agata Gotova, Geoff Duke Obe, Marc Tessier, etc.

### 2004
- Le MIPCOM 2004 a eu lieu du 4 au 8 octobre 2004 au Palais des Festivals.
- Les invités : Brooke Burns, Lake Bell, Portia de Rossi, Veronica Ferres, Ross Kemp, Gary Newman, Paul Johnson, etc.

### 2006
- Le MIPCOM 2006 a eu lieu du 9 au 13 octobre 2006 au Palais des Festivals.
- Les invités : Wentworth Miller, Dominic Purcell, etc.

### 2008
- Le MIPCOM 2008 a eu lieu du 13 au 17 octobre 2008 au Palais des Festivals.
- Les invités : Mónica Cruz, Kristin Booth, Peter Miller, Neve Campbell, Miguel Ángel Muñoz, Sebastian Koch, Steven Campbell Moore, Jane Seymour, Vincent Mc Doom, etc.

### 2009
- Le MIPCOM 2009 a eu lieu du 5 au 9 octobre 2009 au Palais des Festivals.
- Les invités : Richard Hammond, Joan Rivers, Jerry Seinfeld, etc.

### 2010
- Le MIPCOM 2010 a eu lieu du 4 au 8 octobre 2010 au Palais des Festivals.
- Les invités : Elisabeth Moss, Sarah Wayne Callies, Laura Innes, Jon Hamm, Luke Perry, Robert Redford, Andrew Lincoln, Eric Balfour, Emily Rose, Gale Anne Hurd, etc.

### 2011
- Le MIPCOM 2011 a eu lieu du 3 au 6 octobre 2011 au Palais des Festivals.
- Les invités : Anson Mount, Kiefer Sutherland, Fran Drescher, Sara Martins, Ben Miller, Paul Verhoeven, Margaret Cho, Ashley Judd, Cliff Curtis, Steven Van Zandt, Kristen Johnston, Lyndey Milan, etc.

### 2012
- Le MIPCOM 2012 a eu lieu du 8 au 11 octobre 2012 au Palais des Festivals.
- Les invités : Keri Russell, Matthew Rhys, Michael Weatherly, Erica Durance, Gillian Anderson, Sarah Wayne Callies, Matthew Modine, Daniel Gillies, Matthew Macfadyen, Nigella Lawson, Jesse Jane, David Sutcliffe, Gale Anne Hurd, Jane Campion, Susannah Constantine, Trinny Woodall, Niall Matter, Kev Adams, Sara Canning, etc.